# Войната на Хитлер
Войната на Хитлер (на английски: Hitler's War) е биографична книга от Дейвид Ървинг. Тя описва Втората световна война от гледната точка на Адолф Хитлер.
Публикувана е за първи път през април 1977 г. от Hodder & Stoughton и Viking Press. Avon Books я преиздава през 1990 г. През 2002 г. Focal Point Publications публикува преработено илюстрирано издание, комбинирано с неговата книга Пътят към война (на английски: The War Path), като издание с твърда корица от 1024 страници.

## Основни тези
Войната на Хитлер, първата публикувана част от биографията на Адолф Хитлер от две части (първата част Пътят към война е публикувана през 1978 г.), първоначално е публикувана в Германия като Hitler und seine Feldherren (Хитлер и неговите генерали) през 1975 г. Намерението на Ървинг във Войната на Хитлер е да изчисти „годините мръсотия и потъмняване от фасадата на един тих и внушителен монумент“, за да разкрие истинския Хитлер, чиято репутация според Ървинг е очернена от историците. Във Войната на Хитлер Ървинг се опитва да „види ситуацията доколкото е възможно през очите на Хитлер, зад неговото бюро“. Той представя Хитлер като рационален, интелигентен политик, чиято единствена цел е да увеличи просперитета и влиянието на Германия на континента и който постоянно е разочарован от некомпетентни и/или предатели сред подчинените си. Книгата на Ървинг обвинява лидерите на Съюзниците, особено Уинстън Чърчил, за ескалацията на войната и твърди, че Операция Барбароса през 1941 г. е превантивна война, която Хитлер е принуден да води, за да предотврати надвиснало нападение от СССР (теза, подкрепяна от някои, най-видно от дезертьора от Съветското ГРУ Виктор Суворов). Ървинг коментира, че в светлината на превантивната война, която Хитлер е принуден да води, Kommissarbefehl е нещо, което Сталин принуждава Хитлер да направи. Той също твърди, че Хитлер не знае за Холокоста. Ървинг набляга на липсата на каквато и да е писмена заповед от Хитлер, заповядваща Холокоста и за десетилетия предлага да плати £1000 на който и да е, който успее да намери такава заповед. В допълнение към това, цитирайки историци като Хари Елмър Барнс, Дейвид Хоган и Фредерик Вийл, Ървинг твърди, че Великобритания е основно отговорна за избухването на Втората световна война през 1939 г.
В бележка под линия във Войната на Хитлер Ървинг първо представя тезата, по-късно популяризирана през 1980-те години от Ернст Нолт, че писмо от Хаим Вайцман до Невил Чембърлейн на 3 септември 1939 г., обещавайки подкрепа от Еврейската агенция за Съюзническото военно усилие, съставлява еврейско обявяване на война срещу Германия, която оправдава интернирането на евреите в Европа. През 1975 г., когато без позволението на Ървинг фирмата Ullstein-Verlag премахва от германското издание на Войната на Хитлер пасажите, твърдящи, че Хитлер не е знаел за Холокоста, Ървинг съди Ullstein-Verlag. Въпреки презрението си към повечето историци, които според него очернят Хитлер, Ървинг присъства на историческа конференция в Ашафенбург през юли 1978 г., посветена на темата „Хитлер днес – проблеми и аспекти на изследването на Хитлер". Ървинг напада присъстващите историци за немарливото им изследване на Хитлер и поддържа Войната на Хитлер като единствената добра книга, написана за фюрера на Германия.